# Hyphessobrycon albolineatum
Hyphessobrycon albolineatum är en fiskart som beskrevs av Fernández-yépez, 1950. Hyphessobrycon albolineatum ingår i släktet Hyphessobrycon och familjen Characidae. Inga underarter finns listade i Catalogue of Life.